# Ferdinando Marcos
Ferdinand Emmanuel Edralín Marcos (Sarrat, 11 de setembro de 1917 — Honolulu, Havaí, 28 de setembro de 1989) foi um político e advogado filipino, presidente de seu país de 1965 a 1986, pai do presidente Bongbong Marcos. Casado com Imelda Marcos, ex-ganhadora de concurso de beleza nas Filipinas, que também ficou conhecida por sua grande coleção de sapatos.

## Carreira
Foi eleito para a Câmara dos Representantes, em 1949, e para o Senado em 1959. Depois de ter perdido as eleições presidenciais como candidato do Partido Liberal em 1964, veio a ser eleito presidente como candidato do Partido Nacionalista ainda em 1964, sendo reeleito em 1969 e ainda em 1981.
Durante o seu governo realizaram-se reformas econômicas e sociais, assim como elaborou uma nova Constituição em que atribuía mais poderes à Presidência. A forte oposição levou-o a prender os seus líderes opositores e a instaurar a lei marcial, iniciando uma guerra de guerrilha pelos maoistas e separatistas muçulmanos. Levantou a lei marcial em 1981, mas, no entanto, a corrupção do Governo aumentou, bem como a pobreza e a guerrilha.
Em 1986, foi declarado oficialmente vencedor das eleições, mas suspeitou-se a nível nacional e internacional de fraude eleitoral maciça, tendo-se o exército, então, dividido e Marcos fugido para o Havaí (já no curso da chamada Revolução de Edsa ou Revolução do Poder Popular) subindo ao poder Corazón Aquino, a viúva de Benigno Aquino, um dos seus grandes opositores, assassinado em 1983, quando do seu regresso às Filipinas.
Em novembro de 2016, foi enterrado no Cemitério dos Heróis Filipinos.